# Meu Pé de Laranja Lima (filme de 2012)
Meu Pé de Laranja Lima  é um filme de drama nacional, a segunda adaptação cinematográfica do livro homônimo de José Mauro de Vasconcellos. Dirigido por Marcos Bernstein e José de Abreu, o roteiro foi inicialmente desenvolvido em 2004. 
As gravações ocorreram em Minas Gerais entre 2010 e 2011. Lançado no Festival do Rio em 2012 e nos cinemas em 19 de abril de 2013, o filme teve recepção mista, com elogios à atuação de João Guilherme Ávila (Zezé) e à fotografia de Gustavo Hadba.

## Enredo
O filme Meu Pé de Laranja Lima (2012) inicia com José Mauro de Vasconcelos (Caco Ciocler) recebendo seu livro. A história é então contada através de flashbacks das memórias do escritor.
Zezé (João Guilherme Ávila), um garoto de seis anos de uma família humilde em Minas Gerais, enfrenta dificuldades e agressões, mas usa sua imaginação para contar histórias. Após a família se mudar, ele encontra consolo em um pé de laranja lima, Minguinho. Sua natureza extrovertida o leva a se meter em confusões, como tentar "surfar" no carro de Manoel Valadares, o "Portuga" (José de Abreu). Apesar do início difícil, Valadares compreende Zezé, e uma amizade surge quando o menino compartilha seu mundo de fantasias.

## Elenco
- João Guilherme Ávila como Zezé
- José de Abreu como Manuel Valadares (Portuga)
- Caco Ciocler como José Mauro de Vasconcelos[7]
- Eduardo Dascar como Paulo (pai de Zezé)
- Fernanda Vianna como Estefânia (mãe de Zezé)
- Pedro Valle como Totoca
- Leônidas José como Luís
- Júlia de Victa como Glória
- Kathia Calil como Jandira
- Eduardo Moreira como Ladislau
- Tino Gomes como Ariovaldo
- Inês Peixoto como professora Cecília Paim
- Emiliano Queiroz como Tio Edmundo
- Ricardo Bravo como Dr. Faulhaber
- Tadeu Silva Timote como Bié
- Adim Martins Monteiro Neto como Pedro

## Produção
A ideia de adaptar "Meu Pé de Laranja Lima" surgiu em 2004, por Kátia Machado, que pediu a Marcos Bernstein e Melanie Dimantas para escreverem o roteiro. Bernstein, que gostou da história, decidiu dirigir o filme, buscando uma versão atualizada e focada na criatividade de Zezé, sem a intenção de fazer um remake ou ler o livro.
O filme, inicialmente uma coprodução com a França, tornou-se exclusivamente brasileiro devido a atrasos. As gravações ocorreram em duas fases, entre 2010 e 2011, em diversas cidades de Minas Gerais, como Leopoldina (Abaíba, Piacatuba) e Cataguases.

### Escolha do elenco
Para o elenco de "Meu Pé de Laranja Lima", o diretor Marcos Bernstein e os preparadores focaram em "expressão e olhar", não em testes extensivos.
João Guilherme Ávila foi escalado como Zezé, indicado por um preparador que já havia trabalhado com ele. José de Abreu foi escolhido para o Portuga por sua capacidade de transmitir "virilidade e figura de pai".

## Divulgação e lançamento
O trailer de "Meu Pé de Laranja Lima" saiu em 27 de fevereiro de 2013, e o cartaz no dia seguinte. Estreou no Festival do Rio de 2012 e no Festival de Roma.No Brasil, a estreia foi 19 de abril de 2013.
Internacionalmente, foi exibido na República Tcheca e China, e vendido para países como Portugal e Alemanha. Lançado na França em 21 de outubro de 2013.

## Recepção
"Meu Pé de Laranja Lima" teve cerca de 56 mil espectadores e arrecadou R$ 659.786. As críticas foram geralmente positivas, com debates sobre a violência e a classificação indicativa. Elogiou-se a qualidade geral, mas houve ressalvas. Foi indicado no Festival do Rio e venceu como Melhor Filme Infanto-Juvenil no Festival de Roma.